# Догнечке планине
Догнечке планине (рум. Munții Dognecei) су ниске планине на западу Румуније која представљају део Банатских планина. Највиши врх је Кулмеа маре или Кулмеа поециј висине 617 .

## Географија
Налазе се у северозападном делу Банатских планина, пружајући се правцем североисток—југозапад од долине Поганиша на северу и долине Караша на југу. Планину у централном делу попречно пресеца река Брзава, правцем исток—запад, делећи је на два дела, јужни и северни. Преко долине Брзаве, град Решица је повезана са Тамишком равницом. Јужни део је пространији и виши с највишим врхом Кулмеа Маре (617 m). У овом делу се својим рељефом се издваја долина реке Догнече. Северни део је изолованији и нижи с највишим врхом Кула Аренишулуј (549 m), а део је познат и као Аренишке планине.
Крашки облици рељефа Догнечких планина обухватају слабо заступљене површинске (шкрапе, вртаче, клисуре — река Тау) и подземне облике (17 пећина и јама, укључујући пећине Бутоара Уријешилор и Каса Лотрилор — Разбојничка кућа, провалија Данила II итд.).